# Dirty Work
Dirty Work je album The Rolling Stonesa izdan 1986. Smatra se najslabijim albumom njihove cjelokupne karijere. Razlog tomu su bile svađe između Jaggera i Richardsa, zbog čega se na albumu nalaze samo 3 pjesme tandema Jagger/Richards, što je najmanji broj još od albuma Out of Our Heads. Na albumu se kao gosti pojavljuju Tom Waits, Jimmy Page, Patti Scialfa i Bobby Womack. Dirty Work je prvi album Stonesa na kojem 
Richards pjeva dvije pjesme kao glavni vokal - "Too Rude" i "Sleep Tonight".

## Popis pjesama
1. "One Hit (to the Body)" – 4:44
2. "Fight" – 3:09
3. "Harlem Shuffle" – 3:24
4. "Hold Back" – 3:53
5. "Too Rude" – 3:11
6. "Winning Ugly" – 4:32
7. "Back to Zero" – 4:00
8. "Dirty Work" – 3:53
9. "Had It with You" – 3:19
10. "Sleep Tonight" – 5:11
11. "Key to the Highway" – 0:33

## Singlovi
- "Harlem Shuffle"
- "One Hit (to the Body)"

## Izvođači
- Mick Jagger - pjevač, usna harmonika, gitara
- Keith Richards - gitara, pjevač
- Ron Wood - gitara, bas-gitara, bubnjevi
- Charlie Watts - bubnjevi
- Bill Wyman - bas-gitara

## Top ljestvice

### Album
| Godina | Ljestvica         | Pozicija |
| ------ | ----------------- | -------- |
| 1986.  | UK Top 100 Albumi | #4       |
| 1986.  | The Billboard 200 | #4       |

### Singlovi
| Godina | Singl                   | Ljestvica              | Pozicija |
| ------ | ----------------------- | ---------------------- | -------- |
| 1986.  | "Harlem Shuffle"        | UK Top 75 Singles      | #13      |
| 1986.  | "Harlem Shuffle"        | The Billboard Hot 100  | #5       |
| 1986.  | "One Hit (To The Body)" | The Billboard Hot 100  | #28      |
| 1986.  | "One Hit (to the Body)" | Mainstream Rock Tracks | #3       |

## Vanjske poveznice
- allmusic.com   Arhivirana inačica izvorne stranice od 17. veljače 2021. (Wayback Machine) - Dirty Work